# تفجير منبج 2025
تفجير منبج 2025 هو تفجير عنيف لسيارة مفخخة وقع في 3 شباط 2025 سبقه سلسلة تفجيرات منذ سقوط نظام الأسد، استهدف مدينة منبج في الريف الشمالي الشرقي بمحافظة حلب. أدى التفجير إلى سقوط عدد من الضحايا المدنيين معظمهم من النساء.

## خلفية

###### الموقع
تقع منبج في الريف الشمالي الشرقي لمحافظة حلب، على مقربة من نهر الفرات، وتبعد نحو 30 كيلومترًا غرب نهر الساجور و40 كيلومترًا من الحدود السورية لتركية. وتُعدّ منبج نقطة تقاطع استراتيجية تربط بين مناطق الشمال الشرقي السوري الواقعة تحت نفوذ قسد ومناطق غرب الفرات الواقعة تحت نفوذ الجيش السوري.
تتميّز منبج بموقع حيوي على الطريق الدولي M4، ما جعلها محورًا صراعًا عسكريًا وسياسيًا مستمرًا منذ 2016، بين قوى محلية ودولية منها:
- الجيش التركي
- قوات سوريا الديمقراطية (قسد)
- الجيش الوطني
- الحكومة السورية (ما قبل 2024 وما بعدها)

###### تاريخ السيطرة
استعاد الجيش الوطني السوري السيطرة على منبج في ديسمبر 2024 خلال عملية فجر الحرية، بعد انسحاب قوات سوريا الديمقراطية (قسد)، والتي كانت قد طردت تنظيم داعش من المدينة عام 2016
منذ ذلك الحين، تصاعد القتال بين الفصائل الموالية للحكومة السورية وتركيا وبين الفصائل الكردية، ما أدّى إلى تكرار التفجيرات في غضون شهر واحد فقط.

###### وتيرة الهجمات السابقة
شهدت منبج سبعة تفجيرات بسيارات مفخخة خلال 36 يوماً قبل 3 شباط، قضت على عشرات المدنيين وأصابت كثيرين، ما يضع المنطقة في حالة تأهّب دائمة.

## تفاصيل التفجير
وقع التفجير في صباح الإثنين، الثالث من شباط 2025، في حوالي الساعة 7:25 بتوقيت سوريا المحلي، حين انفجرت سيارة مفخخة على الطريق الزراعي الواصل بين بلدة الحية ومدينة منبج، تحديدًا قرب مفترق قرية عون الدادات الواقعة إلى الشمال الشرقي من المدينة.
الموقع لا يُعد نقطة عسكرية أو مركزًا أمنيًا، بل هو طريق فرعي تسلكه مركبات مدنية تقل عمالًا للعمل في الأراضي الزراعية المحيطة. وهو ما يعطي التفجير طابع استهداف المدنيين، لا يدخل ضمن العمليات العسكرية التقليدية.

## الضحايا
تم الإبلاغ عن قتل ما لا يقل عن 20 شخصاً، بينهم 14 امرأة على الأقل ورجل واحد، مع أكثر من 15 امرأة جريحة، بعضها في حالة حرجة. غالبية الضحايا كانوا من النساء بسبب طبيعة التفجير، حيث استهدف سيارة كانت تحمل نساء وشابات كن في ورشة متوجهة للعمل في الأراضي الزراعية.

## المنفذون
ولم تعلن أي جهة مسؤوليتها عن الهجوم، غير أن قوات الأمن المحلية رجحت للأناضول وقوف تنظيم PKK/YPG الإرهابي وراء التفجير، الذي يعد السابع من نوعه بعد تطهير المنطقة من عناصر التنظيم الإرهابي.

## ردود الفعل

###### محلي:
- سوريا: أورد بيان صادر عن الرئاسة السورية، أن "التفجير الإرهابي الغادر استهدف أهلنا المدنيين ما أسفر عن سقوط عشرين شهيداً وعدد من الجرحى"، مضيفة أن "الدولة السورية لن تتوانى في ملاحقة ومحاسبة المتورطين في هذا العمل الإجرامي".[1]
- قوات سوريا الديموقراطية: أدانت ما تعرف بقوات سوريا الديمقراطية التفجيرات التي استهدفت مدينة منبج، وأعلنت تضامنها مع الأهالي. ووصف قائد هذه القوات مظلوم عبدي التفجيرات بـ"الأعمال الإجرامية التي تهدد وحدة النسيج الوطني"، مشددا على وجوب محاسبة مرتكبيها.[2]